# 前田衣里奈
前田 衣里奈（まえだ えりな、1996年10月18日 - ）は、JLPGAティーチングプロフェッショナルA級のプロゴルファー。兵庫県神戸市出身。
身長163cm。血液型A型。

## 経歴
12歳からゴルフを始める。坂田ジュニアゴルフ塾神戸校へ入門。滝川第二高校ゴルフ部へ進学。

## 主な戦績
- 2013年 
  - 兵庫県ジュニアゴルフ選手権競技　優勝
  - アオノジュニア大会　優勝
- 2018年 
  - あままレディースオープン　7位T https://lounge.dmm.com/detail/6716/index/
  - ATPミニツアー　7位
  - ライジングレディースカップ　優勝[3]
- 2019年
  - マイナビネクストヒロインゴルフツアー参戦2020年 Dchallenge 優勝
- 2021年 
  - マイナビネクストヒロインゴルフツアーエキシビションマッチ 優勝

## 出演

### TV
- 白金台女子ゴルフ部（2020年4月 -、関西テレビ（カンテレ）、ゴルフネットワーク）